# Бавовник трав'янистий
Бавовник трав'янистий, бавовник азійський або гуза (Gossypium herbaceum) — вид квіткових рослин родини мальвові (Malvaceae). Рослина родом з Північної Африки та Західної Азії. Широко культивується у Середній Азії, Азербайджані, Індії, Китаї та Японії. Вирощують як однорічник, бо він у перший рік вегетації і цвіте і плодоносить.

## Опис
Пагони вкриті розгалуженими або зірчастими волосками. Листки 3-5-лопатеві з трикутно-яйцеподібними загостреними лопатями, чашечка зросла, з 5 зубчиками; підчаша з 3 великих серцеподібних листків. Квітки на початку цвітіння жовті, а після цвітіння червоно-фіолетові, швидко опадають. Оцвітина актиноморфна, подвійна, п'ятичленна. Тичинок багато, гінецей складається з 3-5 зрослих плодолистків, що дають після дозрівання плід — три- або п'ятигнізду коробочку. Зав'язь верхня. Насіння густо вкрите короткими грубуватими волосками, що являють собою майже хімічно чисту клітковину. Цвіте у липні-вересні.